# مدل چهار پایانه ای
مدل چهار پایانه‌ای (چهار ترمینالی)
تغییرات در نماد الکترونیکی شماتیک برای خط انتقال
برای اهداف تحلیلی، یک خط انتقال الکتریکی را می‌توان به عنوان یک شبکه دو پورتی (که به آن چهارقطبی یا کوادریپل نیز گفته می‌شود) به صورت زیر مدل‌سازی کرد:
در ساده‌ترین حالت، فرض بر این است که شبکه خطی است (یعنی ولتاژ مختلط دو سر هر پورت، متناسب با جریان مختلط ورودی به آن است، زمانی که هیچ بازتابی وجود ندارد) و این دو پورت قابل تعویض هستند. اگر خط انتقال در تمام طول خود یکنواخت باشد، رفتار آن عمدتاً با دو پارامتر به نام‌های امپدانس مشخصه (نماد Z0) و تأخیر انتشار (نماد τp) توصیف می‌شود. Z0 نسبت ولتاژ مختلط یک موج معین به جریان مختلط همان موج در هر نقطه از خط است.
مقادیر معمول Z0 برای کابل کواکسیال ۵۰ یا ۷۵ اهم، برای یک زوج سیم به‌هم‌تابیده حدود ۱۰۰ اهم، و برای یک نوع رایج زوج سیم غیر به‌هم‌تابیده که در انتقال رادیویی استفاده می‌شود، حدود ۳۰۰ اهم است. تأخیر انتشار متناسب با طول خط انتقال است و هرگز کمتر از طول خط تقسیم بر سرعت نور نیست. تأخیرهای معمول برای خطوط انتقال مخابراتی مدرن از ۳٫۳۳ نانوثانیه بر متر (ns/m) تا ۵ نانوثانیه بر متر متغیر است.
هنگام ارسال توان در طول یک خط انتقال، معمولاً مطلوب است که بیشترین توان ممکن توسط بار جذب شود و کمترین توان ممکن به سمت منبع بازتاب داده شود. این امر با برابر قرار دادن امپدانس بار با Z0 تضمین می‌شود، که در این حالت گفته می‌شود خط انتقال تطبیق (مَچ) شده است.

## تلاف توان در خطوط انتقال
بخشی از توانی که به خط انتقال تزریق می‌شود، به دلیل مقاومت آن از دست می‌رود. این اثر، تلفات اهمی یا مقاومتی نامیده می‌شود (برای اطلاعات بیشتر به گرمایش اهمی مراجعه کنید). در فرکانس‌های بالا، اثر دیگری به نام تلفات دی‌الکتریک قابل توجه می‌شود و به تلفات ناشی از مقاومت می‌افزاید. تلفات دی‌الکتریک زمانی ایجاد می‌شود که ماده عایق درون خط انتقال، انرژی را از میدان الکتریکی متناوب جذب کرده و آن را به گرما تبدیل می‌کند (برای اطلاعات بیشتر به گرمایش دی‌الکتریک مراجعه کنید).
خط انتقال با یک مقاومت (R) و اندوکتانس (L) به صورت سری، و یک خازن (C) و رسانایی (G) به صورت موازی مدل‌سازی می‌شود. مقاومت و رسانایی به تلفات در خط انتقال می‌انجامند (یا در ایجاد تلفات در خط انتقال نقش دارند).
کل تلفات توان در یک خط انتقال اغلب بر حسب دسی‌بل بر متر (dB/m) مشخص می‌شود و معمولاً به فرکانس سیگنال بستگی دارد. سازنده اغلب نموداری را ارائه می‌دهد که تلفات را بر حسب dB/m در محدوده‌ای از فرکانس‌ها نشان می‌دهد. تلفات ۳ دسی‌بل تقریباً معادل نصف شدن توان است.

## تأخیر انتشار و مدل‌سازی
تأخیر انتشار اغلب با واحدهای نانوثانیه بر متر مشخص می‌شود. درحالی‌که تأخیر انتشار معمولاً به فرکانس سیگنال بستگی دارد، خطوط انتقال معمولاً در محدوده‌های فرکانسی مورد بهره‌برداری قرار می‌گیرند که در آن تأخیر انتشار تقریباً ثابت است.
یک خط انتقال به صورت دو سیم سیاه ترسیم می‌شود. در فاصله x در طول خط، جریان I(x) از هر سیم عبور می‌کند، و اختلاف ولتاژ V(x) بین دو سیم وجود دارد. اگر جریان و ولتاژ ناشی از یک موج منفرد باشند (بدون بازتاب)، آنگاه V(x)/I(x)=Z0، که در آن Z0 امپدانس مشخصه خط است.
پالس گاوسی تفاضلی در یک خط انتقال متعادل